# Association des directeurs et personnels de direction des bibliothèques universitaires et de la documentation
L'Association des directeurs et personnels de direction des bibliothèques universitaires et de la documentation (ADBU) est une association professionnelle française regroupant des personnels de bibliothèques universitaires.

## Historique
L'association a commencé ses activités sous la forme d'une « amicale » en 1970, avant de prendre la forme d'association loi 1901 en 1974. L'« Amicale des directeurs de bibliothèques universitaires », d'abord réservée comme son nom l'indique aux directeurs de bibliothèques universitaires, s'ouvre en octobre 1971 aux responsables de section. Dans ses statuts de 2012, l'adhésion est désormais ouverte aux « personnes physiques agents publics de catégorie A [...] exerçant des fonctions de responsabilités documentaires dans un établissement ayant des activités liées à l’enseignement supérieur [...] ».

## Missions
L'ADBU a 3 grandes missions :
- La promotion et le développement de la documentation et des bibliothèques au sein de l’enseignement supérieur et de la recherche ;

- Le dialogue, la mutualisation, la veille et l’échange sur les bonnes pratiques, les évolutions et l’organisation nationale de l’information scientifique et technique ;

- La défense morale de ses adhérents ;

## Organisation
L'ADBU s'organise autour de commissions :
- commission "recherche et documentation"
- commission "pilotage et évaluation"
- commission "métiers et compétences"
- commission "pédagogie et documentation"
- commission "signalement, données et systèmes d’information"

Ces commissions sont en lien avec les missions des bibliothèques universitaires.

## Présidences
Présidentes et présidents de l'association :
- Albert Poirot (2008 - 2010)
- Dominique Wolf (2010 - 2012)
- Christophe Pérales (2013 - 2018)
- Marc Martinez (2019 - 2024)
- Sandrine Gropp (2025 - ...)